# Copa de Portugal 1963-64
La copa de Portugal 1968-69 fue la vigésima cuarta edición de la copa de Portugal, torneo nacional organizado por la Federación Portuguesa de Fútbol (FPF). En esta edición participaron varios clubes clubes de primera y segunda división.
La final se jugó el 5 de agosto de 1964 entre el Sport Lisboa e Benfica y Fútbol Club Oporto. El campeón del certamen fue el Benfica después de haber ganado 6-2, con goles de José Augusto, Eusébio, António Simões, António Simões, y José Torres, en el Estadio Nacional de Portugal, Lisboa. Fue el duodécimo título de Benfica.

## Equipos participantes
Todos los clubes participantes:
| - Académica - Barreirense - Belenenses - Benfica - CUF Barreiro - Leixoes - Lusitano - Olhanense - Porto - Seixal - Sporting Lisboa - Varzim - Vitória Guimarães - Vitória Setúbal - Alhandra - Atlético de Portugal - Beira-Mar - Boavista - Braga - Cova Piedade - Covilha - Ferroviario Marques | - Desportivo Beja - Espinho - Farense - Famalicao - Feirense - Leca - Leoes - Lusitano FC - Lusitano VRSA - Luso - Marinhense - Montijo - Lusitania - Oliveirense - Oriental Lisboa - Peniche - Portimonense - Sacavenense0 - Salgueiros - Sanjoanense - Torreense - Vianense |

## Rondas eliminatorias

### Primera ronda
| Equipo 1              | Resultado | Equipo 2             | Partido 1 | Partido 2 | Desempate |  |
| --------------------- | --------- | -------------------- | --------- | --------- | --------- |  |
| Vitória Guimarães     | 10 - 0    | Seixal               | 6 - 0     | 4 - 0     |           |  |
| Vianense              | 5 - 1     | Lusitano VRSA        | 5 - 0     | 0 - 1     |           |  |
| Covilha               | 4 - 5     | Vitória Setúbal      | 2 - 3     | 2 - 2     |           |  |
| Varzim                | 3 - 3     | Cova Piedade         | 2 - 1     | 1 - 2     | 3 - 1     |  |
| Portimonense          | 0 - 8     | Leixoes              | 0 - 2     | 0 - 6     |           |  |
| Salgueiros            | 3 - 2     | Feirense             | 2 - 0     | 1 - 2     |           |  |
| Oriental Lisboa       | 0 - 8     | Lusitano             | 0 - 2     | 0 - 6     |           |  |
| Oliveirense           | 1 - 5     | Farense              | 1 - 1     | 0 - 4     |           |  |
| Olhanense             | 1 - 2     | CUF Barreiro         | 0 - 0     | 1 - 2     |           |  |
| Calcio Montijo        | 6 - 4     | Torreense            | 4 - 2     | 2 - 2     |           |  |
| Marinhense            | 2 - 1     | Espinho              | 0 - 0     | 2 - 1     |           |  |
| Luso                  | 1 - 12    | Benfica              | 0 - 6     | 1 - 6     |           |  |
| Lusitano FC           | 2 - 9     | Braga                | 2 - 5     | 0 - 4     |           |  |
| Leoes                 | 1 - 10    | Porto                | 0 - 7     | 1 - 3     |           |  |
| Barreirense           | 2 - 2     | Atlético de Portugal | 1 - 1     | 1 - 1     | 0 - 2     |  |
| Famalicao             | 5 - 4     | Sacavenense          | 2 - 1     | 3 - 3     |           |  |
| Boavista              | 8 - 4     | Desportivo Beja      | 4 - 2     | 4 - 2     |           |  |
| Belenenses            | 5 - 3     | Peniche              | 3 - 2     | 2 - 1     |           |  |
| Beira-Mar             | 5 - 2     | Sanjoanense          | 3 - 0     | 2 - 2     |           |  |
| Alhandra              | 4 - 9     | Sporting Lisbona     | 3 - 5     | 1 - 4     |           |  |
| Académica             | 6 - 1     | Leca                 | 6 - 1     | 0 - 0     |           |  |
| Estadísticas finales. |           |                      |           |           |           |  |

### Segunda ronda
| Equipo 1              | Resultado | Equipo 2   | Partido 1 | Partido 2 |  |
| --------------------- | --------- | ---------- | --------- | --------- |  |
| Vitoria Setubals      | 5 - 3     | Boavista   | 3 - 1     | 2 - 2     |  |
| Vitória Guimarães     | 6 - 2     | Marinhense | 5 - 0     | 1 - 2     |  |
| Vianense              | 1 - 17    | Benfica    | 1 - 8     | 0 - 9     |  |
| 'Varzim               | 1 - 0     | Académica  | 1 - 0     | 0 - 0     |  |
| Salgueiros            | 5 - 2     | Farense    | 4 - 1     | 1 - 1     |  |
| Montijo               | 2 - 1     | Famalicao  | 1 - 1     | 1 - 0     |  |
| Leixoes               | 3 - 6     | Porto      | 3 - 2     | 0 - 4     |  |
| CUF Barreiro          | 6 - 4     | Braga      | 6 - 1     | 0 - 3     |  |
| Beira-Mar             | 0 - 4     | Belenenses | 0 - 1     | 0 - 3     |  |
| Atlético de Portugal  | 1 - 10    | Lusitano   | 1 - 4     | 0 - 6     |  |
| Estadísticas finales. |           |            |           |           |  |

### Tercera ronda
| Equipo 1              | Resultado | Equipo 2          | Partido 1 | Partido 2 | Desempate |  |
| --------------------- | --------- | ----------------- | --------- | --------- | --------- |  |
| Vitória Setúbal       | 2 - 2     | Sporting Lisbona  | 2 - 2     | 0 - 0     | 1 - 0     |  |
| Salgueiros            | 2 - 4     | Benfica           | 1 - 1     | 1 - 3     |           |  |
| Montijo               | 1 - 10    | Belenenses        | 1 - 3     | 0 - 7     |           |  |
| Porto                 | 5 - 2     | Vitória Guimarães | 3 - 1     | 2 - 1     |           |  |
| CUF Barreiro          | 6 - 4     | Varzim            | 5 - 2     | 1 - 2     |           |  |
| Estadísticas finales. |           |                   |           |           |           |  |

### Cuartos de final
| Equipo 1              | Resultado | Equipo 2       | Partido 1 | Partido 2 |  |
| --------------------- | --------- | -------------- | --------- | --------- |  |
| Vitória Setúbal       | 1 - 4     | Belenenses     | 1 - 2     | 0 - 2     |  |
| Lusitano              | 2 - 11    | Calcio Benfica | 1 - 8     | 1 - 3     |  |
| Ferroviario Marques   | 3 - 5     | Lusitania      | 1 - 3     | 2 - 2     |  |
| Porto                 | 9 - 3     | CUF Barreiro   | 6 - 1     | 3 - 2     |  |
| Estadísticas finales. |           |                |           |           |  |

### Semifinal
|                       | Resultado |            | Partido 1 | Partido 2 |  |
| --------------------- | --------- | ---------- | --------- | --------- |  |
| Porto                 | -         | Lusitania  | -         | -         |  |
| Benfica               | 6 - 1     | Belenenses | 3 - 1     | 3 - 0     |  |
| Estadísticas finales. |           |            |           |           |  |

### Final
| 5 de agosto de 1964 | Benfica                                                                                 | 6 - 2   | Porto                    | Nacional de Portugal, Oeiras     |                                  |
|                     | José Augusto 10, 12' - Eusébio 30' - António Simões 48' - Serafim 71' - José Torres 82' | Reporte | Pinto 17' - Baptista 70' | Árbitro(s): José Rosa Dias Nunes | Árbitro(s): José Rosa Dias Nunes |